# Edis Maliḱi
Edis Maliḱi (in macedone Едис Малиќи?; Veles, 4 maggio 1995) è un calciatore macedone, difensore del Malisheva.

## Carriera

### Club
Il 1º luglio 2018 viene acquistato a titolo definitivo dalla squadra albanese del Kukësi.
Il 16 ottobre 2020 si trasferisce ai croati della Lokomotiva Zagabria.

### Nazionale
Ha giocato nella nazionale macedone Under-20.

## Palmarès

### Club

#### Competizioni nazionali
- Campionato macedone: 3

Rabotnički: 2013-2014
Struga: 2022-2023, 2023-2024